# Madagascar nos Jogos Olímpicos de Verão de 2012
Madagascar competiu nos Jogos Olímpicos de Verão de 2012, que aconteceram na cidade de Londres, no Reino Unido, de 27 de julho até 12 de agosto de 2012.

## Desempenho

### Halterofilismo
Feminino
| Atleta                    | Evento | Arranque (kg) | Arremesso (kg) | Total (kg) | Posição |
| ------------------------- | ------ | ------------- | -------------- | ---------- | ------- |
| Nathalia Rakotondramanana | -48kg  | 55,0          | 80,0           | 135,0      | 12º     |

### Natação
Feminino
| Atletas             | Evento      | Eliminatórias | Eliminatórias | Semifinal   | Semifinal   | Final       | Final       |
| Atletas             | Evento      | Tempo         | Posição       | Tempo       | Posição     | Tempo       | Posição     |
| ------------------- | ----------- | ------------- | ------------- | ----------- | ----------- | ----------- | ----------- |
| Aina Fils Rabetsara | 100 m livre | 1min02s39     | 43º           | Não avançou | Não avançou | Não avançou | Não avançou |